# 秀英冬青
秀英冬青（学名：Ilex huiana）为冬青科冬青属的植物，为中国的特有植物。分布在中国大陆的海南等地，生长于海拔200米至290米的地区，多生长于低海拔至中海拔的山地林中，目前已由人工引种栽培。

## 异名
- Ilex angulata Merr. et Chun var. longipedunculata S. Y. Hu